# Nicolas Douchez
Nicolas Douchez, né le 22 avril 1980 à Rosny-sous-Bois, est un footballeur français évoluant au poste de gardien de but jusqu'en 2019, reconverti en consultant de la chaîne Téléfoot. En 2022 il devient entraîneur des gardiens au Havre AC.

## Biographie

### Jeunesse
Nicolas Douchez commence sa carrière à Aulnay-sous-Bois, mais rejoint rapidement le Paris FC où il joue pendant quatre saisons avant d'intégrer le centre de formation du Havre AC en 1996. Après trois saisons en équipes de jeunes, Douchez signe un premier contrat professionnel en 1999.

### Débuts professionnels au Havre (1999-2004)
Nicolas Douchez dispute son premier match professionnel le 8 décembre 2002, à l'occasion d'un déplacement à Geoffroy-Guichard, en Coupe de la Ligue (défaite 1-0 ap). Barré en équipe première par le Slovaque Alexander Vencel, il est prêté à Châteauroux en 2003-2004. Titulaire en championnat, il assiste depuis le banc de touche à la défaite de son équipe en finale de la Coupe de France, Rodolphe Roche gardant les buts castelroussins en coupes nationales. Non conservé par Le Havre, il s'engage à l'été 2004 avec le Toulouse FC.

### Révélation au Toulouse FC (2004-2008)
Utilisé pendant une saison et demie comme doublure, il profite de la blessure du gardien titulaire Christophe Revault le 4 février 2006 contre le FC Nantes pour faire ses premiers pas en Ligue 1, à 25 ans. Il éclot alors, réalisant de très bonnes performances. Choisi par Élie Baup, il est promu titulaire la saison suivante au détriment de Revault,, non sans avoir signé un nouveau contrat de quatre ans. À l'été 2006, de nombreuses rumeurs font état d'une forte envie de Fabien Barthez, gardien de but international français et sans club depuis la fin de son contrat avec l'Olympique de Marseille, de revenir au TFC, son club formateur. Cependant, les dirigeants toulousains affichent leur volonté de voir Douchez titulaire de l'équipe, coupant court à l'arrivée du « divin chauve ». Réalisant une saison 2006-2007 remarquable, il contribue à la troisième place de son équipe en championnat. Sa saison 2007-2008, dans le sillage de l'ensemble de l'équipe toulousaine, sera plus mitigée.

### Confirmation à Rennes (2008-2011)

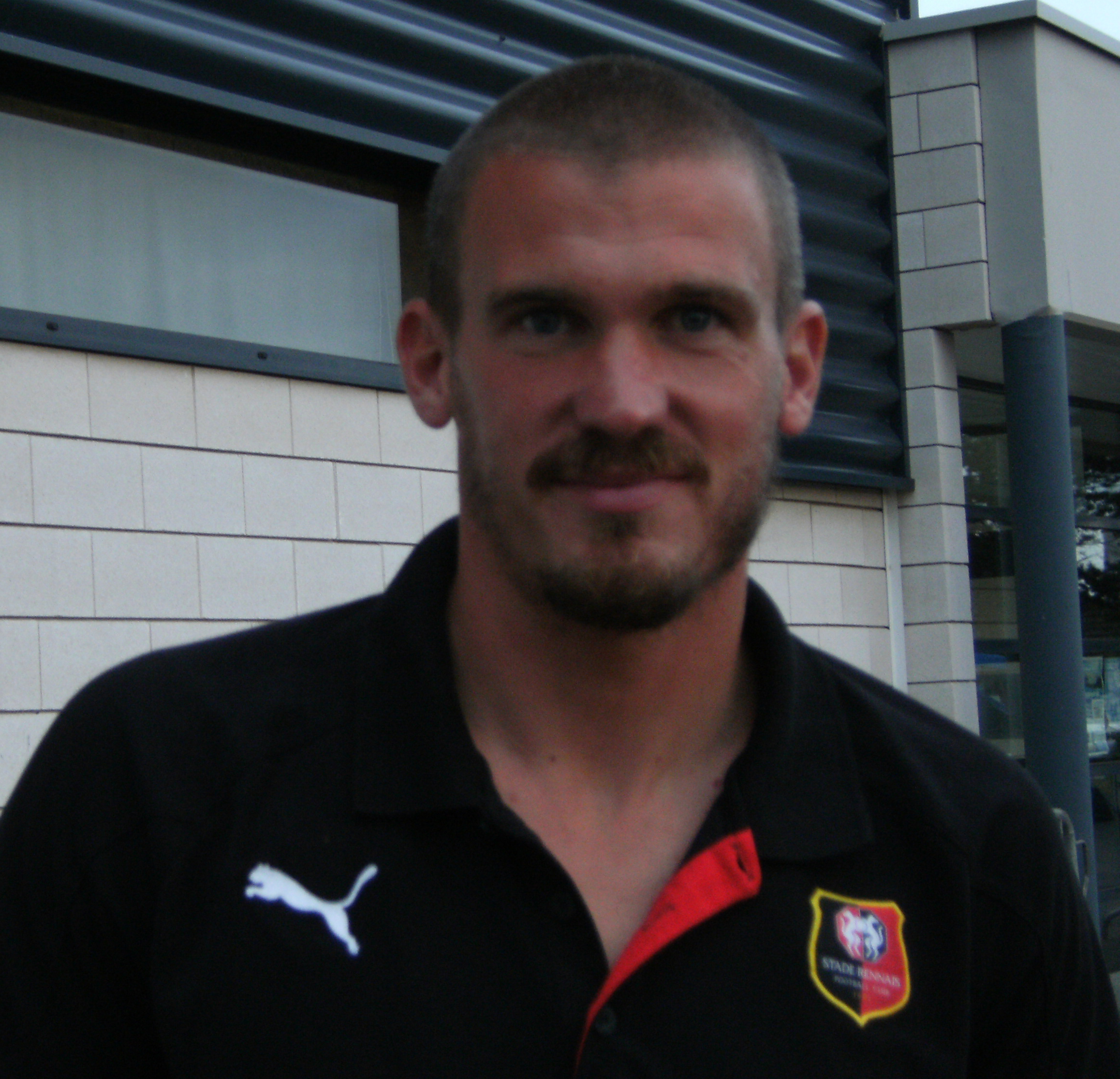
Douchez à Rennes.

À l'été 2008, le départ d'Élie Baup du poste d'entraîneur du TFC le pousse à partir à son tour. Il s'engage le 24 juin 2008 avec le Stade rennais pour une durée de trois ans, provoquant alors le départ du gardien titulaire, Simon Pouplin, vers l'Allemagne. Dès son arrivée, il se distingue en qualifiant son équipe pour la Coupe UEFA lors d'une interminable séance de tirs au but disputée à Simferopol le 26 juillet 2008. Régulier, il fera figure de meilleur joueur rennais lors de la saison 2008-2009, mais ne pourra pas empêcher la défaite de son équipe en finale de la Coupe de France 2009.
À l'issue de la saison 2010-2011, le joueur est en fin de contrat et de nombreux clubs sont intéressés par son profil.

### Doublure au Paris SG (2011-2016)
Le 10 juin 2011, Nicolas Douchez rejoint librement le Paris Saint Germain .
Alors promis au poste de no 1 au club de la capitale, le rachat du club par Qatar (via son fonds d'investissements) et l'arrivée de Leonardo en qualité de manager général vont bouleverser la hiérarchie des gardiens parisiens, puisque Salvatore Sirigu est recruté et obtient le poste de no 1 profitant de la blessure de début de saison de Nicolas. L'Italien donne satisfaction et malgré le retour de la "Douche", ce dernier reste sur le banc, profitant de temps de jeu lors des matchs de coupes nationales et de Ligue Europa.

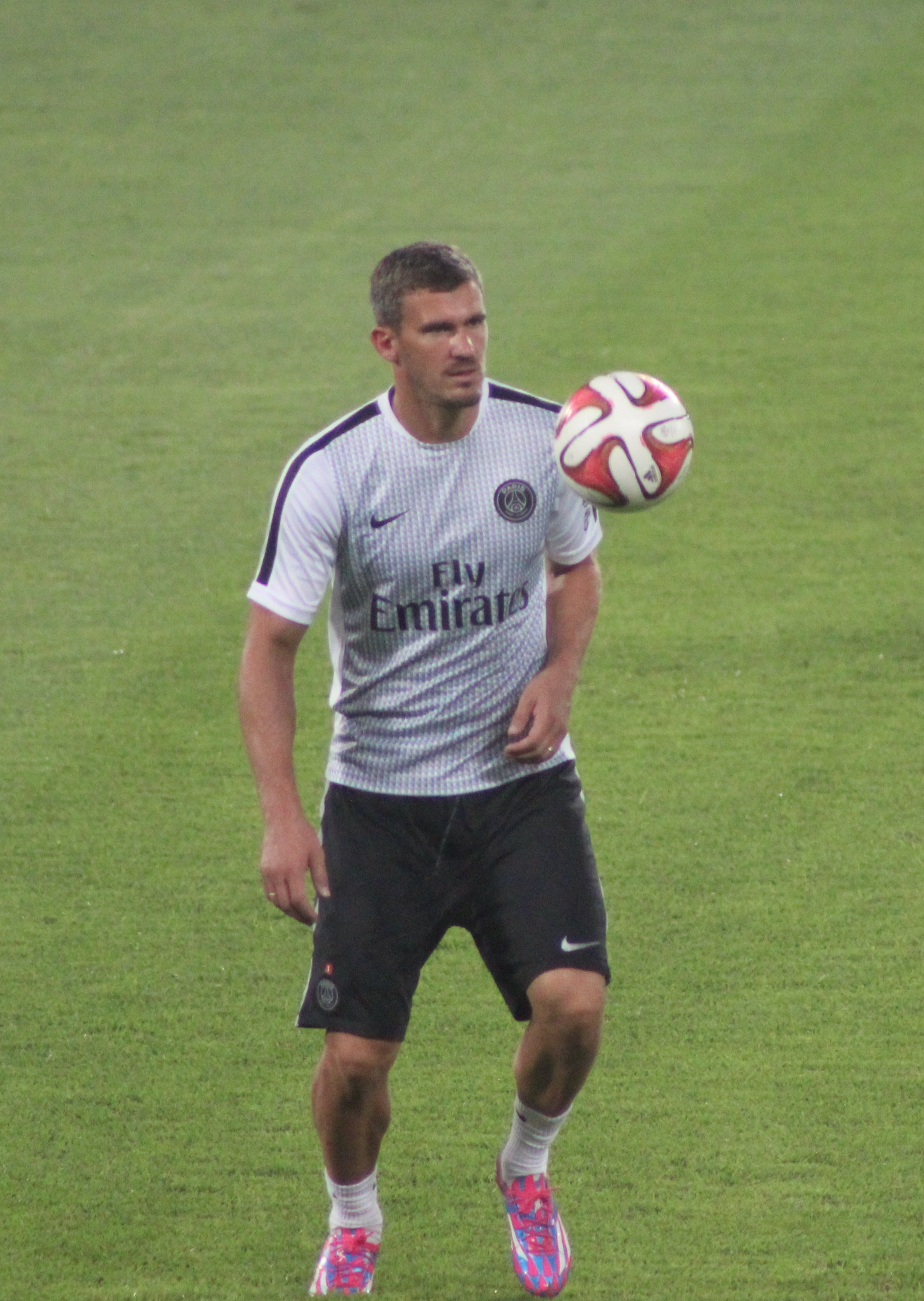
Nicolas Douchez avant le Trophée des champions 2014.

Le 11 août 2012, à l'occasion de la première journée de Ligue 1 de l'exercice 2012-2013 et après une excellente préparation estivale, Nicolas est titularisé dans les buts du Paris Saint-Germain par Carlo Ancelotti, reléguant ainsi Salvatore Sirigu sur le banc des remplaçants, ce qui est une surprise aux yeux des spécialistes. Le gardien italien étant le titulaire au poste et Douchez n'ayant pris part à aucun match de championnat lors de la saison 2011-2012 du Paris SG, ce choix est plutôt surprenant de la part du technicien italien. Pour son premier match de la saison, le PSG concède le nul face au FC Lorient, au Parc des Princes, et Douchez y réalise plusieurs arrêts décisifs lors de cette rencontre.
Le 19 avril 2014, il est titulaire dans les cages parisiennes lors de la finale de la Coupe de la Ligue au Stade de France face à l'Olympique lyonnais. Le Paris Saint-Germain gagne cette finale (2-1), ce qui lui permet de remporter sa première Coupe de la Ligue.
Le 10 janvier 2015, il est titulaire en championnat pour la première fois de la saison contre le SC Bastia à la suite de la blessure du gardien Salvatore Sirigu. Durant ce match, son équipe concède une lourde défaite en encaissant quatre buts. Le 13 février 2015, Nicolas Douchez prolonge son contrat avec le Paris Saint-Germain jusqu'en juin 2016. À la suite de l'arrivée de Kevin Trapp au club parisien lors du mercato d'été 2015, il devient numéro 3 dans la hiérarchie des gardiens du club de la capitale. Le 27 janvier 2016, pour son premier match de la saison 2015-2016 face à Toulouse en Coupe de la Ligue, il arrête en toute fin de match le penalty de l'attaquant Martin Braithwaite. Lors de la dernière journée de championnat, Laurent Blanc le titularise contre Nantes, pour ce qui sera son dernier match sous le maillot parisien. Il aura disputé deux rencontres durant la saison.
À l'aube de la saison 2016-2017, la présence Trapp et Sirigu ainsi que le retour de prêt d'Areola laisse entrevoir un horizon bouché et peu de perspectives de temps de jeu.

### Ligue 2 avec le RC Lens (2016-2018)
Le 8 juillet 2016, après des négociations au point mort au sujet d'une prolongation de contrat avec le PSG, il s'engage pour trois ans avec le Racing Club de Lens. Sous les ordres d'Alain Casanova, il retrouve une place de titulaire et il est nommé capitaine. Il joue son premier match officiel, sous les couleurs Sang et Or, le 29 juillet 2016 contre le Chamois niortais (0-0). En novembre 2016, il est élu meilleur joueur du mois de Ligue 2. Douchez joue l'ensemble des matchs de championnat de la saison et se voit décerner le trophée UNFP du meilleur gardien de Ligue 2. Néanmoins, les lensois manquent la montée et terminent à la quatrième place du championnat. À la suite de cet échec, des rumeurs annoncent un retour de Douchez au Paris Saint-Germain mais l'entourage du joueur dément, affirmant que le gardien de but désire rester à Lens où il est titulaire plutôt que de revenir à Paris où il sera troisième dans la hiérarchie.
Cependant, Nicolas Douchez est absent du RC Lens à Deauville pour « raisons personnelles ». Le journal L'Équipe révèle que l'ancien Rennais n'accepte pas d'être mis en concurrence avec Jérémy Vachoux, le gardien remplaçant, pour la saison 2017-2018, parlant d'une discussion assez tendue avec Alain Casanova. Si le quotidien affirme que le joueur est sur le départ, demandant un an de salaire avant d'être libéré, le Racing Club de Lens dispense de stage le numéro 1 pour « faciliter les discussions sur la continuité de la collaboration entre le [club] et son gardien ». Le 27 juillet 2017, Alain Casanova annonce le retour de Douchez dans le groupe professionnel et sa volonté de se battre pour le poste de gardien titulaire.

### Fin mitigée au Red Star (2018-2019)
Après Lens, il releve un ultime challenge en région parisienne avec son ami et ancien du PSG, Clément Chantôme. Sous le maillot du Red Star, club historique de Saint-Ouen (Seine-Saint-Denis), il a joué 20 matchs de Ligue 2 mais n’a pu éviter la relégation en National. Sa dernière apparition sur un terrain restera donc un Red Star - Clermont, soldé par une lourde défaite (0-4), à Beauvais le 15 mars 2019. À 39 ans, Nicolas Douchez décide de mettre un terme à dix-sept ans d’une riche carrière.

### Équipe de France
En septembre 2001, il est sélectionné par Pierre Mankowski avec l'Équipe de France des moins de 23 ans (distincte de la sélection Espoirs) pour disputer les Jeux Méditerranéens à Tunis, en compagnie notamment de Sébastien Squillaci, Florent Balmont et Julien Stéphan. Il joue deux matches et termine à la 3e place de la compétition.
Dans la lignée de ses performances toulousaines et rennaises, Douchez entrevoit la possibilité d'une convocation en équipe de France, étant régulièrement présélectionné par Raymond Domenech,,, mais le sélectionneur lui préfère Steve Mandanda, Hugo Lloris et Cédric Carrasso, ou même Yohann Pelé.
Le 1er octobre 2009, il est finalement appelé en équipe de France, au sein d'une sélection qui compte quatre gardiens de but, Raymond Domenech annonçant alors clairement qu'il fera office de numéro 4 dans la hiérarchie. Logiquement, il n'apparaît pas sur les feuilles de matchs des deux rencontres disputées par les Bleus, que ce soit à Guingamp face aux Îles Féroé ou au Stade de France contre l'Autriche. Le 5 août 2010, Laurent Blanc, pour sa première liste en tant que sélectionneur, le rappelle en équipe de France pour un match amical face à la Norvège en compagnie du Monégasque Stéphane Ruffier.

## Affaire judiciaire
Le 26 octobre 2017, il est placé en garde à vue sur présomption de graves violences commises en état d'ébriété envers une femme. Convoqué devant le tribunal correctionnel de Paris pour « violences en état d'ivresse » et « dégradation grave du bien d'autrui », il est condamné en février 2018 à 10 000 € d'amende pour ces faits et ne fait pas appel.

## Statistiques
| Saison                | Club                  | Championnat           | Championnat | Championnat | Coupe nationale | Coupe nationale | Coupe de la Ligue | Coupe de la Ligue | Compétition(s) continentale(s) | Compétition(s) continentale(s) | Compétition(s) continentale(s) | Total | Total |
| Saison                | Club                  | Division              | M.          | B.          | M.              | B.              | M.                | B.                | Comp.                          | M.                             | B.                             | M.    | B.    |
| 2002-2003             | Le Havre AC           | Ligue 1               | -           | -           | -               | -               | 1                 | 0                 | -                              | -                              | -                              | 1     | 0     |
| Sous-total            | Sous-total            | Sous-total            | -           | -           | -               | -               | 1                 | 0                 | -                              | -                              | -                              | 1     | 0     |
| 2003-2004             | LB Châteauroux (prêt) | Ligue 2               | 26          | 0           | 1               | 0               | 1                 | 0                 | -                              | -                              | -                              | 28    | 0     |
| Sous-total            | Sous-total            | Sous-total            | 26          | 0           | 1               | 0               | 1                 | 0                 | -                              | -                              | -                              | 28    | 0     |
| 2004-2005             | Toulouse FC           | Ligue 1               | -           | -           | -               | -               | -                 | -                 | -                              | -                              | -                              | 0     | 0     |
| 2005-2006             | Toulouse FC           | Ligue 1               | 14          | 0           | 1               | 0               | 2                 | 0                 | -                              | -                              | -                              | 17    | 0     |
| 2006-2007             | Toulouse FC           | Ligue 1               | 36          | 0           | 2               | 0               | 2                 | 0                 | -                              | -                              | -                              | 40    | 0     |
| 2007-2008             | Toulouse FC           | Ligue 1               | 36          | 0           | 1               | 0               | -                 | -                 | C1+C3                          | 2+5                            | 0+0                            | 44    | 0     |
| Sous-total            | Sous-total            | Sous-total            | 86          | 0           | 4               | 0               | 4                 | 0                 | -                              | 7                              | 0                              | 101   | 0     |
| 2008-2009             | Stade rennais         | Ligue 1               | 37          | 0           | 6               | 0               | 1                 | 0                 | CI+C3                          | 2+4                            | 0+0                            | 50    | 0     |
| 2009-2010             | Stade rennais         | Ligue 1               | 37          | 0           | 2               | 0               | 2                 | 0                 | -                              | -                              | -                              | 41    | 0     |
| 2010-2011             | Stade rennais         | Ligue 1               | 37          | 0           | 1               | 0               | -                 | -                 | -                              | -                              | -                              | 38    | 0     |
| Sous-total            | Sous-total            | Sous-total            | 111         | 0           | 9               | 0               | 3                 | 0                 | -                              | 6                              | 0                              | 129   | 0     |
| 2011-2012             | Paris Saint-Germain   | Ligue 1               | -           | -           | 2               | 0               | 1                 | 0                 | C3                             | 7                              | 0                              | 10    | 0     |
| 2012-2013             | Paris Saint-Germain   | Ligue 1               | 4           | 0           | 4               | 0               | 2                 | 0                 | C1                             | -                              | -                              | 10    | 0     |
| 2013-2014             | Paris Saint-Germain   | Ligue 1               | 1           | 0           | 2               | 0               | 3                 | 0                 | C1                             | -                              | -                              | 6     | 0     |
| 2014-2015             | Paris Saint-Germain   | Ligue 1               | 5           | 0           | 6               | 0               | 4                 | 0                 | C1                             | -                              | -                              | 15    | 0     |
| 2015-2016             | Paris Saint-Germain   | Ligue 1               | 1           | 0           | -               | -               | 1                 | 0                 | C1                             | -                              | -                              | 2     | 0     |
| Sous-total            | Sous-total            | Sous-total            | 11          | 0           | 14              | 0               | 11                | 0                 | -                              | 7                              | 0                              | 43    | 0     |
| 2016-2017             | RC Lens               | Ligue 2               | 38          | 0           | -               | -               | -                 | -                 | -                              | -                              | -                              | 38    | 0     |
| 2017-2018             | RC Lens               | Ligue 2               | 8           | 0           | -               | -               | -                 | -                 | -                              | -                              | -                              | 8     | 0     |
| Sous-total            | Sous-total            | Sous-total            | 46          | 0           | -               | -               | -                 | -                 | -                              | -                              | -                              | 46    | 0     |
| 2018-2019             | Red Star FC           | Ligue 2               | 20          | 0           | -               | -               | 1                 | 0                 | -                              | -                              | -                              | 21    | 0     |
| Total sur la carrière | Total sur la carrière | Total sur la carrière | 300         | 0           | 28              | 0               | 21                | 0                 | -                              | 20                             | 0                              | 369   | 0     |

## Palmarès

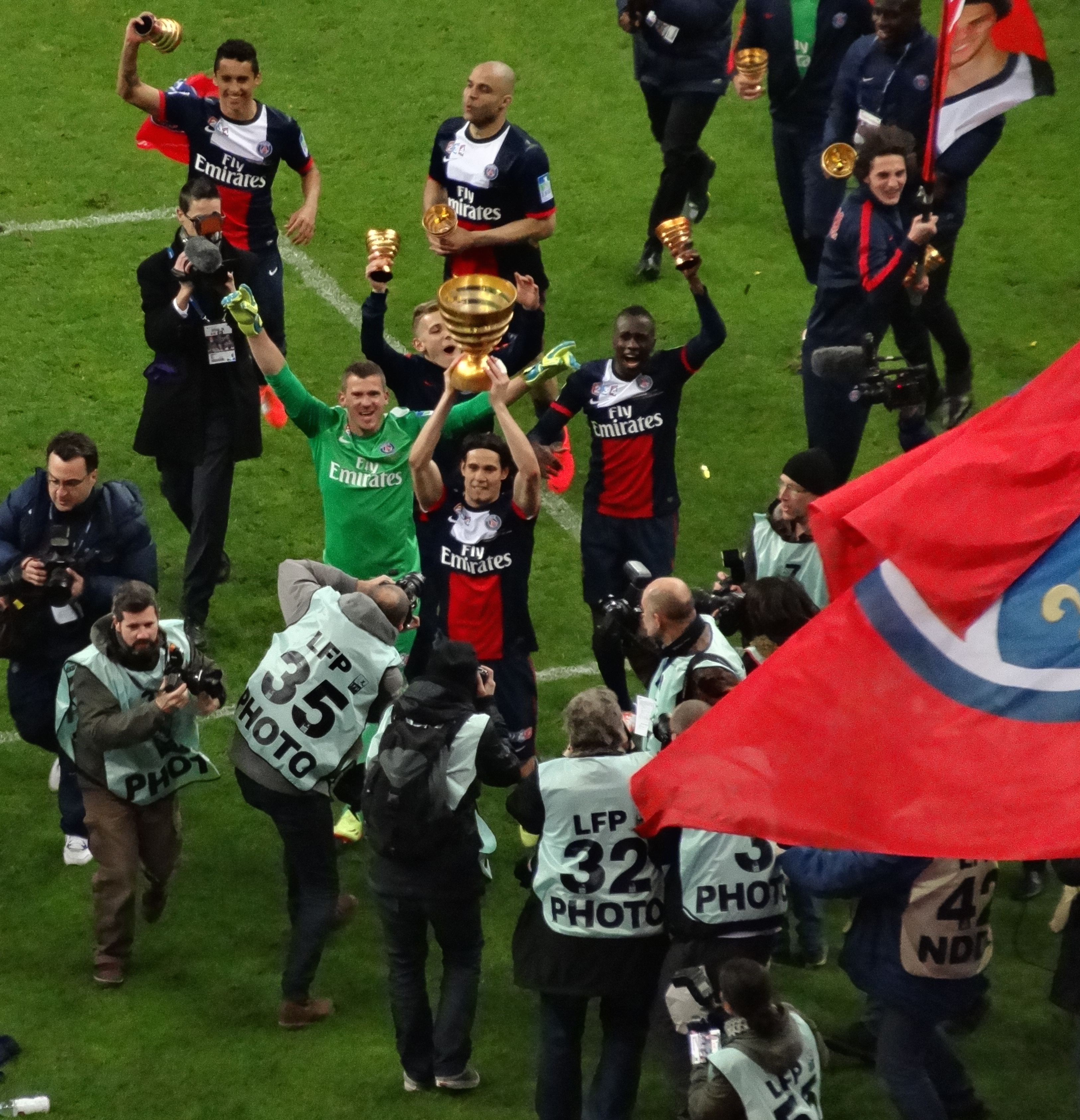
Douchez remportant la Coupe de la Ligue 2014.

### En club
- Champion de France en 2013, en 2014, en 2015 et en 2016 avec le Paris SG
- Vainqueur de la Coupe de France en 2015 avec le Paris SG
- Vainqueur de la Coupe de la Ligue en 2014 et en 2015 avec le Paris SG
- Finaliste de la Coupe de France en 2009 avec le Stade rennais

### Distinctions individuelles
- Élu meilleur joueur de Ligue 2 du mois en novembre 2016
- Élu meilleur gardien de Ligue 2 en 2017
- Membre de l'équipe-type de Ligue 2 en 2017